# Miguel Aacs
Aachs Mihály (Ács Mihály) ou Miguel Aacs como foi conhecido no mundo de língua latina, (Szentmárton, Hungria, 9 de Julho de 1631 — Kemenesalja, 23 de Dezembro de  1708) foi um filosofo e teólogo húngaro. Fez os seus estudos na Alemanha. Foi padre em Lutherstadt Wittenberg e em Tübingen.

## Publicou
- Fontes calvinismi obstructi.
- Boldog halalnak szekere.